# Shackle Island
Shackle Island es un lugar designado por el censo ubicado en el condado de Sumner en el estado estadounidense de Tennessee. En el Censo de 2010 tenía una población de 2.844 habitantes y una densidad poblacional de 196,51 personas por km².

## Geografía
Shackle Island se encuentra ubicado en las coordenadas 36°22′39″N 86°37′00″O / 36.37750, -86.61667. Según la Oficina del Censo de los Estados Unidos, Shackle Island tiene una superficie total de 14.47 km², de la cual 14.47 km² corresponden a tierra firme y (0%) 0 km² es agua.

## Demografía
Según el censo de 2010, había 2.844 personas residiendo en Shackle Island. La densidad de población era de 196,51 hab./km². De los 2.844 habitantes, Shackle Island estaba compuesto por el 94.13% blancos, el 2.57% eran afroamericanos, el 0.46% eran amerindios, el 1.13% eran asiáticos, el 0.04% eran isleños del Pacífico, el 0.49% eran de otras razas y el 1.2% pertenecían a dos o más razas. Del total de la población el 1.97% eran hispanos o latinos de cualquier raza.